# Schley megye
Schley megye az Amerikai Egyesült Államokban, azon belül Georgia államban található. Megyeszékhelye és legnagyobb városa Ellaville. Lakosainak száma 4547 fő (2020. április 1.). Schley megye Taylor, Macon, Sumter és Marion megyékkel határos.

## Népesség
A megye népességének változása:
| Lakosok száma | 5021 | 5029 | 4994 | 5089 | 5168 | 4547 |
|               | 2010 | 2011 | 2012 | 2013 | 2015 | 2020 |